# Giọt máu chung tình
Giọt máu chung tình là tiểu thuyết hoa tình của tác giả Tân Dân Tử, ấn hành lần đầu năm 1926 tại Sài Gòn.

## Khởi thảo
Đây là tiểu thuyết đầu tay của Tân Dân Tử gồm 3 cuốn, 28 hồi, xuất bản 1926 (bìa ngoài ghi 1926, bìa trong ghi 1925, do nhà in Nguyễn Văn Viết ở Sài Gòn ấn hành). Tính đến năm 1974, sách đã in đến lần thứ 8 (lần này chia lại thành 4 hồi). 
Trong lời tựa cho truyện này, Tân Dân Tử viết: "Những nhà đại gia văn chương trong xứ ta khi trước hay dùng sự tích sử truyện Tàu mà diễn ra quốc văn của ta... và cũng chưa thấy tiểu thuyết nào làm ra một sự tích của kẻ anh hùng hào kiệt và trang liệt nữ thuyền quyên trong xứ ta đặng mà bia truyền cho dân rõ biết. Như vậy thì trong xứ ta chỉ biết khen ngợi sùng bái người anh hùng liệt nữ xứ khác mà chôn lấp cái danh giá của người anh hùng liệt nữ xứ mình, chỉ biết xưng tụng cái oai phong của người ngoại bang, mà vùi lấp cho lu mờ cái tinh thần của người bản quốc..."

## Nội dung
Võ Đông Sơ là con của Hoài Quốc công Võ Tánh và công chúa Ngọc Du. Bạch Thu Hà là con quan Tổng trấn Tây Thành Bạch Công (Hà Nội). Sau khi Võ Tánh tuẫn tiết, Võ Đông Sơ sống với người chú ruột tại Bình Định luyện võ, ôn văn chờ dịp cứu nước. Lúc bấy giờ có giặc Tàu Ô (chỉ những toán cướp biển từ Trung Quốc) đang hoành hành ở Biển Đông, triều đình mở khoa thi để chọn tướng tài dẹp giặc. Võ Đông Sơ ra kinh ứng thí. Trong thời gian lưu lại ở kinh kỳ, chàng làm quen với Triệu Dõng - một người con có hiếu "bán kiếm báu" nuôi mẹ. Cũng tại đây Võ Đông Sơ gặp phải sự đố kỵ tài năng của Bạch Xuân Phương - anh ruột của tiểu thư Bạch Thu Hà, là một công tử rất độc ác, bất tài, hãm hại Võ Đông Sơ nhiều lần suýt mất mạng.
Trong một lần Võ Đông Sơ ra tay đánh bọn cướp cứu tiểu thư Bạch Thu Hà trên đường đi lễ chùa, đôi trai tài gái sắc đã phải lòng nhau. Dưới ánh trăng rằm, bên ngôi cổ tự, hai người đã thề nguyện chuyện trăm năm. Sau đó, Võ Đông Sơ thi đỗ võ quan được phong làm Đô úy lãnh quân đi dẹp giặc. Ở nhà, Bạch Thu Hà bị gia đình bắt phải lấy một tên vô lại - bạn của anh trai Bạch Xuân Phương tên là Trần Xuân. Bạch Thu Hà bỏ trốn khỏi nhà, thân gái dặm trường phiêu bạt đi tìm người yêu Võ Đông Sơ. Trong cơn hoạn nạn, Bạch Thu Hà được Triệu Dõng và em gái Triệu Dõng là Triệu Nương cứu giúp thoát khỏi tay chủ sơn trại Nhứt Lang ép làm vợ. Sau cùng, Võ Đông Sơ - Bạch Thu Hà lại được trùng phùng nhưng không lâu sau, biên ải có giặc xâm phạm, vua ban chiếu cử Võ Đông Sơ cầm binh lên Lạng Sơn đánh đuổi giặc xâm phạm bờ cõi. Nhiều trận đánh nhau ác liệt, Võ Đông Sơ bị tử trận. Trong phút giây hấp hối chàng không ngừng gọi tên Bạch Thu Hà và nhắn gởi ba quân báo hung tin cho nàng hay. Bạch Thu Hà đã khóc thảm thiết bên linh cữu Võ Đông Sơ và dùng gươm báu quyên sinh để giữ trọn chung thủy với người tình.

## Chuyển thể
Năm 1927, ông Nguyễn Tri Khương dựa theo tiểu thuyết để sáng tác vở kịch "Giọt máu chung tình" (còn gọi là Giọt lệ chung tình) và được dựng trên sân khấu gánh hát Đồng Nữ Ban của cô Ba Viện (Trần Ngọc Viện).
Năm 1928, soạn giả Mộc Quán cũng soạn vở "Giọt máu chung tình" cho gánh hát Huỳnh Kỳ của vợ chồng Bạch công tử Lê Công Phước (Phước George) - Phùng Há nhân ngày ra mắt gánh hát năm. Người đóng vai đào chánh Bạch Thu Hà trong tuồng là NSND Phùng Há.
Ngoài ra, còn có soạn giả Viễn Châu đã viết hai bài ca cổ "Võ Đông Sơ" (nghệ sĩ Minh Cảnh ca) và "Bạch Thu Hà" (nghệ sĩ Lệ Thủy ca). Đây là bài tân cổ giao duyên nổi tiếng nhất được nhiều người biết đến câu chuyện tình Võ Đông Sơ - Bạch Thu Hà. Trong bài có câu nói tuyệt mệnh của Võ Đông Sơ: "Ta cảm thấy máu ngừng trong nhịp thở. Rút gươm Thiêng mà dòng lệ tuôn sa. Khắc vào cây ba chữ "Bạch Thu Hà". Để kỷ niệm ngày ta không gặp nữa".